# Cheumatopsyche ernstheissi
Cheumatopsyche ernstheissi är en nattsländeart som beskrevs av Malicky 1997. Cheumatopsyche ernstheissi ingår i släktet Cheumatopsyche och familjen ryssjenattsländor. Inga underarter finns listade i Catalogue of Life.